# Bennie Wallace

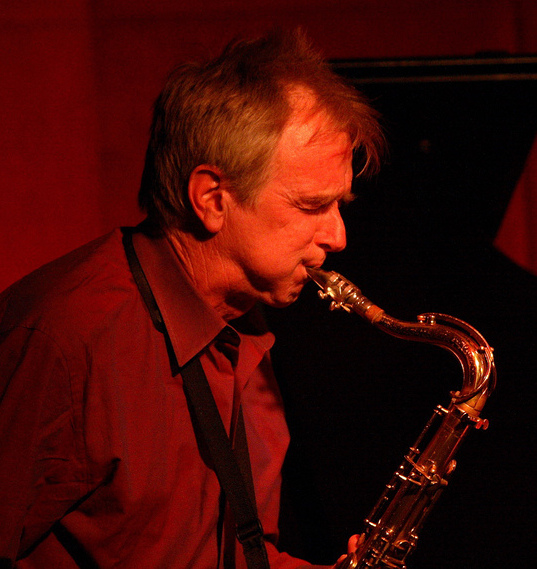
Bennie Wallace, 2006

Bennie Wallace (* 18. November 1946 in Chattanooga, Tennessee) ist ein amerikanischer Jazz-Tenorsaxophonist.

## Leben und Wirken
Bennie Wallace wuchs in Tennessee auf, beeinflusst von Rhythm and Blues, Bluegrass, Gospel und der Country-Musik der Grand Ole Opry-Radioshow. In seiner High-School-Zeit hörte er die Platten von Sonny Rollins, Stanley Turrentine, John Coltrane und des späten Eddie Lockjaw Davis. Währenddessen spielte Wallace Blues und Bebop auf Gigs in Knoxville und Umgebung. Durch die Musik des Südens, relativ isoliert von Einflüssen der New Yorker Jazzszene, fand er zu seiner eigenen musikalischen Sprache.
Er spielte zunächst in Clubs rund um seine Heimatstadt Chattanooga, studierte Klarinette an der Universität von Tennessee, wo er u. a. Unterricht bei Bill Scarlett hatte. 1969 schloss er seine Studien ab; 1971 zog er nach New York, spielte sowohl in Avantgarde-Jazz-Kreisen der damaligen Loftszene, wo er auch Tommy Flanagan kennenlernte, arbeitete aber auch mit eher traditioneller ausgerichteten Musikern wie Barry Harris, der Big Band von Buddy Rich, Monty Alexander, Sheila Jordan und dem National Jazz Ensemble zusammen. Erste Aufnahmen entstanden 1976, als er an dem Oregon-Album Friends mitwirkte, zu hören in „Gospel Song“ und „First Thing in the Morning“. Ab 1977 bildete Bennie Wallace eigene Trios, denen Tommy Flanagan und Bassisten wie Glen Moore, Eddie Gomez, Dave Holland und Schlagzeuger wie Eddie Moore, Jack DeJohnette, Elvin Jones oder Billy Hart angehörten.
Erweitert wurden seine verschiedenen Bands um Gastsolisten wie Chick Corea, John Scofield oder Jimmy Knepper. Es begann eine längere Zusammenarbeit mit dem Münchner Jazzlabel Enja; in den Jahren von 1977 bis 1984 sollten sieben Platten entstehen. 1985 debütierte er bei Blue Note Records, wodurch er in den Vereinigten Staaten und auch in Europa einem breiteren Publikum bekannt wurde. Aus seinem Schallplattenwerk ragt The Art of the Saxophone (Denon) von 1987 mit den Gastsaxophonisten Oliver Lake, Jerry Bergonzi, Lew Tabackin und Harold Ashby heraus. Ab 1978 war er außerdem bei Aufnahmen von Franco Ambrosetti, Chuck Marohnic, The George Gruntz Concert Jazz Band, Art Farmer, Mose Allison, UMO Jazz Orchestra (Green & Yellow – Plays the Music of Bennie Wallace, 1987), Nancy King, Anthony Wilson und Eric Watson beteiligt.
Wallace unternahm zudem einige Europatourneen und Festivalauftritte, unter anderem mit der George Gruntz Concert Jazz Band 1978. Zwischen 1990 und 1993 beschäftigte sich Wallace in Kalifornien mit Filmmusik-Projekten, meldete sich dann mit einem neuen Trio in der Jazzszene zurück, in dessen Musik er einige seiner Filmmusik-Titel integrierte (If I Lose). 1998 nahm er ein George-Gershwin-Album auf, Someone To Watch Over Me. 2004 trat Wallace auf dem JazzFest Berlin auf und beschäftigte sich mit der Musik von Coleman Hawkins. Im Bereich des Jazz war er laut Tom Lord zwischen 1974 und 2004 an 39 Aufnahmesessions beteiligt.

## Seine Musik
Aus der Swingära-Perspektive (Coleman Hawkins, Ben Webster) integriert der Traditionalist Bennie Wallace die Sonny Rollins/John-Coltrane-Tradition des Hardbop mit den Einflüssen der Südstaaten-Musik, wie den Blues und Gospel, Rhythm-and-Blues-Einflüsse von Eddie Lockjaw Davis, Straßenmusik (wie auf Sweeping Through The City mit der Gospelgruppe The Wings Of Song sowie auf Twilight Time mit dem Bluesmusiker Stevie Ray Vaughan).

## Ehrungen
Für sein Debütalbum The Fourteen Bar Blues (Enja) erhielt Bennie Wallace 1979 den Deutschen Schallplattenpreis.

## Seine Aufnahmen

### Als Leader
- 1978: The Fourteen Bar Blues (Enja)  mit Eddie Gomez, Eddie Moore
- 1978: Live at the Public Theatre (Enja)  mit Eddie Gomez & Dannie Richmond
- 1980: The Free Will (Enja)  mit Tommy Flanagan, Dannie Richmond
- 1981: Bennie Wallace Plays Monk (Enja)  mit Jimmy Knepper, Eddie Gomez, Dannie Richmond
- 1982: Big Jim’s Tango (Enja)  mit Dave Holland, Elvin Jones
- 1982: The Bennie Wallace Trio And Chick Corea - Mystic Bridge (Enja)  mit Chick Corea, Eddie Gomez, Dannie Richmond
- 1984: Sweeping Through The City (Enja)  mit John Scofield, Ray Anderson, Mike Richmond, Dennis Irvin, Tom Whaley
- 1985: Twilight Time (Blue Note Records)  mit Ray Anderson, Dr. John, Jack de Johnette, Bob Cranshaw, Eddie Gomez, Stevie Ray Vaughan, John Scofield, Chris Parker
- 1986: Brilliant Corners (Denon)  mit Yosuke Yamashita, Jay Anderson, Jeff Hirshfield
- 1987: The Art of the Saxophone (Denon)  mit Oliver Lake, Jerry Bergonzi, Lew Tabackin, Harold Ashby, John Scofield, Eddie Gomez, Dannie Richmond
- 1987 Bordertown (Blue Note)  mit Ray Anderson, Dr. John, Eddie Gomez, John Scofield, Herlin Riley, Jay Anderson u. a.
- 1993: The Old Songs (Audioquest)  mit Lou Levy, Bill Huntington, Alvin Queen
- 1993: The Talk Of The Town (Enja)  mit Jerry Hahn, Bill Huntington, Alvin Queen
- 1998: Someone To Watch Over Me (Enja)  mit Mulgrew Miller, Peter Washington, Yoron Israel
- 1998: Bennie Wallace (Beyond the Bluebird) (Audioquest 9)  mit Tommy Flanagan, Eddie Gomez, Alvin Queen
- 1999: In Berlin  mit George Cables, Peter Washington, Herrlin Riley
- 2001: Moodsville  mit Mulgrew Miller, Peter Washington, Lewis Nash
- 2003: Nearness Of You (Enja)  mit Kenny Barron, Eddie Gomez
- 2004: Disorder At the Border – Live At Jazzfest Berlin (Enja)  Oktett mit Ray Anderson, Jesse Davis, Terell Stafford, Brad Leali, Adam Schroeder, Donald Vega, Danton Boller, Alvin Queen

### Als Sideman
- 1976: Chuck Marohnic Quartet Copenhagen Suite (Steeple Chase)
- 1978: Franco Ambrosetti The Close Encounter (Enja)  mit George Gruntz, Mike Richmond, Bob Moses
- 1978: The George Gruntz Concert Jazz Band (MPS) auf: George Gruntz: The MPS Years (1971-80)
- 1987: Mose Allison: Ever Since The World Ended (Blue Note, 1987)
- 1999: Eric Watson: Full Metal Quartet (Owl, 1999–2000)